# Bernhard Gwiggner
Bernhard Gwiggner (* 1963 in Wörgl) ist ein österreichischer Bildhauer.

## Leben
Bernhard Gwiggner studierte von 1981 bis 1987 am Mozarteum Kunstgeschichte und Bildhauerei bei Ruedi Arnold.
Gwiggner war von 1994 bis 2017 Assistent für Bildhauerei am Mozarteum, von 2017 bis 2020 hatte er eine Professur für "Bildnerische Erziehung für künstlerische Praxis (Lehramt)" am Mozarteum und arbeitete am Aufbau eines Universitätsstandortes in Innsbruck. Er war von 2020 bis 2022 wieder Assistent für Bildhauerei und habilitierte sich 2022 für Künstlerische Praxis Bildhauerei und leitet seitdem die Bildhauerklasse am Mozarteum.

## Ehrungen
- 1993 Max-Weiler-Preis

## Publikationen
- Gwiggner. Faltblatt mit einem Text von Ruedi Arnold, Eigenverlag, Salzburg 1986.
- Gwiggner. Werke 1991–1993. Katalog mit einem beigelegten Text von Annelies Oberdanner, Eigenverlag, Wien 1993.
- Gwiggner. Katalog mit Texten von Werner Würtinger, Johanna Hofleitner, Hildegund Amanshauser, Hans Gwiggner und Anselm Wagner. Herausgegeben von der Galerie 5020. seltsam, Salzburg 1996.
- Gwiggner. Faltblatt mit einem Text von Ruedi Arnold, Herausgegeben vom Salzburger Kunstverein, 1.HILFE-KUNST, Salzburg 1998.
- Gwiggner. Werke 1994–2004. Galerie im Traklhaus und Museum Moderner Kunst – Stiftung Wörlen/Passau. Katalog mit Texten von Anselm Wagner und Anneliese Kaar. Salzburg 2004.
- Gwiggner. Werke 2000–2007. Stadt Salzburg, Broschüre, Salzburg/Krumau 2007.
- LI Xuetao (Hg.), Bernhard Gwiggner (Zeichnungen), Texte von Wolfgang Kubin, XIA Kejun und LI Xuetao: Daojijing. Die Spuren des Daodejing in den Gesichtern unserer Zeit (= Schriften des Konfuzius-Instituts Düsseldorf – Belletristische und Künstlerische Reihe. Band 2). Foreign Language Teaching and Research Press und Düsseldorf University Press, Beijing/Düsseldorf 2013.
- Daojijing. Die Spuren des Daodejing in den Gesichtern unserer Zeit. In: Gerd Kaminski (Hrsg.): Wen versus Wu. Streit und Streitschlichtung, Krieg und Frieden in der chinesischen Tradition und Gegenwart. Harmonie im Zeichen der Neuen Seidenstraße? (= Berichte des Österreichischen Instituts für China- und Südostasienforschung.) Nr. 71. Wien 2016.
- Josef Thorak. Hitlers Lieblingsbildhauer und sein Bezug zu Salzburg. Eine künstlerische Re-Vision. Texte von Hildegard Fraueneder und Susanne Rolinek. Edition Tandem, Salzburg 2016, ISBN 978-3-902932-49-5.

## Werke (Auswahl)
- 2008: Windhauch. Eine einmalige SprechSchreibFlug-Aktion. Als Turmeremit im Linzer Mariä-Empfängnis-Dom vom 12. bis 17. Dezember 2008.
- 2016: GegenSetzung. Temporäre Intervention. Zur „Paracelsus“-Skulptur von Josef Thorak. 3. bis 9. Mai 2016 im Kurpark von Salzburg-
- 2022: Orte des Gedenkens (Land Salzburg). Kunstaktion Einwurf. zu Georg Rinnerthaler (1882–1957)[1] in Neumarkt am Wallersee.[2]